# English Junior
English Junior – czasopismo edukacyjne z bohaterami filmów animowanych Zwariowane melodie (Looney Tunes), wydawane przez AmerCom Collection jako dwutygodnik. Pierwszy numer ukazał się 14 grudnia 2000 ostatni zaś – 17 marca 2005.
Pismo było następcą i spin-offem wydawanego wcześniej tygodnika O.K. Do każdego wydania dołączona była kaseta magnetofonowa z lekcją języka angielskiego, a co kilkadziesiąt numerów (w numerach 3., 25., 50, i 75.) dołączony był segregator do kolekcjonowania kolejnych egzemplarzy pisma. Łącznie ukazało się 112 numerów, podzielonych na cztery poziomy trudności.
Głównymi bohaterami tego czasopisma byli bohaterowie kreskówek Looney Tunes (Królik Bugs, Króliczka Lola, Kaczor Daffy, Kot Sylwester, Speedy Gonzales, Kanarek Tweety, Prosiaczek Porky, Diabeł Tasmański Taz, Kurak Leghorn, Kojot Wiluś, oraz inni). W każdym numerze przeżywali oni przygody, ucząc przy okazji dzieci w wieku szkolnym (7–12 lat) podstaw języka angielskiego (zwierzęta, części ciała, ubrania, jedzenie, państwa, planety itp.). Na każdy numer przypadały dwa tematy. Na dołączonej do każdego numeru kasecie magnetofonowej zamieszczone były proste dialogi, nowe słownictwo, wierszyki, melodyjne piosenki oraz zadania ze słuchu. Z czasem wprowadzany był materiał bardziej zaawansowany tematycznie (u fryzjera, na stacji kolejowej, na lotnisku, na placu budowy, w gabinecie lekarskim itp.).
Podobnym dwutygodnikiem był Deutsch Junior, który pozwalał dzieciom uczyć się języka niemieckiego z Animaniakami. Choć tak jak w przypadku English Junior planowano początkowo wydać 112 numerów, nie zdobył on takiej samej popularności co poprzednik i przestano go wydawać we wrześniu 2004 roku (łącznie ukazało się 79 numerów).

## Lista działów
- ABC with Taz (z ang. ABC z Tazem; patron – Diabeł Tasmański) – strona 3., wprowadzenie do pierwszego tematu numeru;
- 1, 2, 3 – Play with Speedy (z ang. 1, 2, 3 – Baw się ze Speedy’m, patron – Speedy Gonzales) – strony 4-6., podstawy dotyczące pierwszego tematu numeru;
- I speak English (z ang. Mówię po angielsku, patron – Królik Bugs) – strony 7-10., ćwiczenia językowe utrwalające pierwszy temat;
- ABC Gallery (z ang. Galeria ABC) – strona 11., wiersz wprowadzający do drugiego tematu numeru;
- Junior’s Poster (z ang. Plakat Juniora) – strony 12-13., pojęcia dotyczące drugiego tematu;
- It’s Easy (z ang. To jest łatwe, patron – Kojot E. Wiluś) – strony 14-16., podstawy dotyczące drugiego tematu numeru;
- Practise with Porky (z ang. Ćwiczenia z Porky’m, patron – Prosiak Porky) – strony 17-18., ćwiczenia utrwalające drugi temat;
- Time For a Song (z ang. Czas na piosenkę, patron – Kanarek Tweety) – strona 19., piosenka dotycząca drugiego tematu;
- Test – strona 20., sprawdzian dotyczący wiadomości z całego numeru pisma;
- Picture Dictionary (z ang. Słownik obrazkowy) – strony 21-22., zawierał 18 angielskich słów według kolejności alfabetycznej (po 9 na każdą stronę) wraz z ich tłumaczeniami i odpowiednimi do nich obrazkami;
- Answers (z ang. Odpowiedzi) – strona 23., odpowiedzi do zadań (w tym testu) z danego numeru;
- Comic (z ang. Komiks) – strona 24., komiks z bohaterami Looney Tunes nawiązujący do tematu numeru.

## Przegląd numerów
<do uzupełnienia>
| Nr   | Słownictwo | Gramatyka                                                    | ABC Gallery (wierszyk)                                          | Junior’s Poster (plakat)                                                 | ♬ Time for a song ♪ (piosenka)                                    | Picture Dictionary (słowniczek obrazkowy)                                                     |
| ---- | ---------- | ------------------------------------------------------------ | --------------------------------------------------------------- | ------------------------------------------------------------------------ | ----------------------------------------------------------------- | --------------------------------------------------------------------------------------------- |
| 1.   |            |                                                              | The Letter A – Litera A                                         | ANIMALS IN THE ZOO – zwierzęta w zoo                                     | We live in the zoo – Mieszkamy z zoo                              | acrobat (akrobata) – autumn (jesień)                                                          |
| 2.   |            |                                                              | The Letter B – Litera B                                         | MY BODY (parts of the body) – moje ciało (części ciała)                  | Head and shoulders… – Głowa i ramiona…                            | baby (niemowlę) – bear (niedźwiedź)                                                           |
| 3.   |            |                                                              | The Letter C – Litera C                                         | LOLA’S CLOTHES – ubrania Loli                                            | Lola’s clothes – Ubrania Loli                                     | beautiful (piękna) – blanket (koc)                                                            |
| 4.   |            |                                                              | The Letter F – Litera F                                         | FRUIT – owoce                                                            | Yummy, yummy… – Mniam, mniam…                                     | block (klocek) – brick (cegła)                                                                |
| 5.   |            |                                                              | The Letter T – Litera T                                         | MY TOYS – moje zabawki                                                   | Toys, toys… – Zabawki, zabawki…                                   | bridge (most) – button (guzik)                                                                |
| 6.   |            |                                                              | The Letter P – Litera P                                         | DAFFY’S BIRTHDAY PARTY – przyjęcie urodzinowe Daffy’ego                  | Happy birthday! – Wszystkiego najlepszego!                        | cabbage (kapusta) – carpet (dywan)                                                            |
| 7.   |            |                                                              | The Letter M – Litera M                                         | AT MIDNIGHT – o północy                                                  | Strange creatures – Dziwne stwory                                 | carrot (marchewka) – chest (skrzynia)                                                         |
| 8.   |            |                                                              | The Letter S – Litera S                                         | IN A SHOP – w sklepie                                                    | How much is this? – Ile to kosztuje?                              | chestnut (kasztan) – circus (cyrk)                                                            |
| 9.   |            |                                                              | The Letter F – Litera F                                         | KAROL’S FAMILY (family album) – rodzina Karola (album rodzinny)          | My family – Moja rodzina                                          | city (miasto) – cosmos (kosmos)                                                               |
| 10.  |            |                                                              | The Letter I – Litera I                                         | INSTRUCTIONS – polecenia                                                 | Fly to heaven – Leć do nieba                                      | cottage (domek na wsi) – cylinder (walec)                                                     |
| 11.  |            |                                                              | The Letter H – Litera H                                         | A HAPPY AFTERNOON IN THE PARK – wesołe popołudnie w parku                | We are friends – Jesteśmy przyjaciółmi                            | daisy (stokrotka) – doll (lalka)                                                              |
| 12.  |            |                                                              | The Letter C – Litera C                                         | IN THE CLASSROOM – w klasie                                              | Where’s the teacher? – Gdzie jest nauczyciel?                     | dolphin (delfin) – dwarf (krasnal)                                                            |
| 13.  |            |                                                              | The Letter P – Litera P                                         | PETS – zwierzątka domowe                                                 | Our pets – Nasze zwierzątka                                       | eagle (orzeł) – end (koniec)                                                                  |
| 14.  |            |                                                              | The Letter J – Litera J                                         | JOBS – zawody                                                            | They work all day long – Pracują cały dzień                       | engine (lokomotywa) – eyelashes (rzęsy)                                                       |
| 15.  |            |                                                              | The Letter R – Litera R                                         | IN MY ROOM – w moim pokoju                                               | What’s in your room? – Co jest w twoim pokoju?                    | face (twarz) – fence (płot)                                                                   |
| 16.  |            |                                                              | The Letter F – Litera F                                         | ON THE FARM – w gospodarstwie wiejskim                                   | Elmer’s uncle’s got a farm – Wujek Elmera ma farmę                | fern (paproć) – fisherman (rybak)                                                             |
| 17.  |            |                                                              | The Letter W – Litera W                                         | OUR WEEK – nasz tydzień                                                  | My week – Mój tydzień                                             | fishing rod (wędka) – foam (piana)                                                            |
| 18.  |            | czas teraźniejszy prosty Present Simple                      | The Letter D – Litera D                                         | MARTHA’S DAY – dzień Marty                                               | Betty’s day – Dzień Betty                                         | fog (mgła) – Friday (piątek)                                                                  |
| 19.  |            |                                                              | The Letter S – Litera S                                         | IN THE STREET – na ulicy                                                 | We live in our house – Mieszkamy w naszym domu                    | fridge (lodówka) – future (przyszłość)                                                        |
| 20.  |            |                                                              | The Letter M – Litera M                                         | MUSICAL INSTRUMENTS – instrumenty muzyczne                               | I’m a musician – Jestem muzykiem                                  | gallop (galopować) – girl (dziewczyna)                                                        |
| 21.  |            |                                                              | The Letter C – Litera C                                         | IN THE CIRCUS – w cyrku                                                  | The Pumpinello Circus – Cyrk Pumpinello                           | girl guide (harcerka) – good (dobry)                                                          |
| 22.  |            |                                                              | The Letter O – Litera O                                         | OPPOSITES – przeciwieństwa                                               | Funny men – Śmieszni panowie                                      | Goodbye! (Do widzenia!) – Great Britain (Wielka Brytania)                                     |
| 23.  |            |                                                              | The Letter M – Litera M                                         | IT’S MEALTIME! – Czas na posiłek!                                        | If you’re hungry – Jeśli jesteś głodny                            | green (zielony) – gymnastics (gimnastyka)                                                     |
| 24.  |            |                                                              | The Letter P – Litera P                                         | IN THE PLAYGROUND – na boisku                                            | Boogie Woogie                                                     | hail (grad) – handsome (przystojny)                                                           |
| 25.  |            |                                                              | The Letter K – Litera K                                         | LET’S MAKE A PIZZA! (in the kitchen) – Zróbmy pizzę! (w kuchni)          | Pizza is my favourite food! – Pizza to moje ulubione danie!       | hanger (wieszak) – heaven (niebo)                                                             |
| 26.  |            |                                                              | The Letter T – Litera T                                         | IN TOWN – w mieście                                                      | In town – W mieście                                               | heavy (ciężki) – honey (miód)                                                                 |
| 27.  |            |                                                              | The Letter N – Litera N                                         | NATIONALITIES – narodowości                                              | Our friends – Nasi przyjaciele                                    | hood (kaptur) – hyena (hiena)                                                                 |
| 28.  |            | czas teraźniejszy ciągły Present Continuous                  | The Letter G – Litera G                                         | A PICNIC IN THE GARDEN – piknik w ogrodzie                               | In the garden – W ogrodzie                                        | I (ja) – Indian (Indianin)                                                                    |
| 29.  |            |                                                              | The Letter M – Litera M                                         | MONTHS OF THE YEAR – miesiące                                            | My teddy bear – Mój pluszowy miś                                  | indicator (kierunkowskaz) – ivy (bluszcz)                                                     |
| 30.  |            |                                                              | The Letter W – Litera W                                         | THE WEATHER – pogoda                                                     | Four seasons – Cztery pory roku                                   | jacket (marynarka, kurtka) – jingle (dzwonić, pobrzękiwać)                                    |
| 31.  |            |                                                              | The Letter J – Litera J                                         | IN THE JUNGLE – w dżungli                                                | Down in the jungle – Głęboko w dżungli                            | job (zawód) – junior (młody, młodszy)                                                         |
| 32.  |            |                                                              | The Letter H – Litera H                                         | IN THE HOUSE – w domu                                                    | Let’s visit my house – Odwiedźmy mój dom                          | kangaroo (kangur) – king (król)                                                               |
| 33.  |            |                                                              | The Letter D – Litera D                                         | OUR DREAMS – nasze marzenia                                              | Our dreams – Nasze marzenia                                       | kingdom (królestwo) – kohlrabi (kalarepa)                                                     |
| 34.  |            |                                                              | The Letter I – Litera I                                         | I NEED A DOCTOR (at the doctor’s) – Potrzebuję lekarza (u lekarza)       | I’m ill – Jestem chory                                            | label (nalepka, etykieta) – landscape (krajobraz, pejzaż)                                     |
| 35.  |            |                                                              | The Letter T – Litera T                                         | TV PROGRAMMES – programy telewizyjne                                     | This is the time… – To jest pora…                                 | lane (pas ruchu) – layer (warstwa)                                                            |
| 36.  |            | czasownik „to be” (być) w czasie przeszłym                   | The Letter M – Litera M                                         | AT THE MUSEUM (means of transport) – w muzeum (środki transportu)        | At the museum – W muzeum                                          | lazy (leniwy) – level (poziom)                                                                |
| 37.  |            | czasownik „to have” (mieć) w czasie przeszłym                | The Letter P – Litera P                                         | PORTRAITS – portrety                                                     | Who was that man? – Kim był ten człowiek?                         | Libra (Waga) – line (linia)                                                                   |
| 38.  |            | czas przeszły prosty Past Simple czasowników regularnych     | The Letter T – Litera T                                         | TREASURE ISLAND – wyspa skarbów                                          | The big ship – Duży statek                                        | lion (lew) – loft (strych)                                                                    |
| 39.  |            | czas przeszły prosty Past Simple czasowników nieregularnych  | The Letter L – Litera L                                         | IN THE PAST… THREE HUNDRED YEARS AGO… – w przeszłości… trzysta lat temu… | Princess Marian – Księżniczka Marian                              | log (kłoda) – lynx (ryś)                                                                      |
| 40.  |            | stopnień wyższy i najwyższy przymiotników                    | The Letter W – Litera W                                         | THE WORLD AROUND US – świat wokół nas                                    | Where do they live? – Gdzie one mieszkają?                        | mace (maczuga) – maple (klon)                                                                 |
| 41.  |            |                                                              | The Letter H – Litera H                                         | HOLIDAY – wakacje                                                        | Seven summer days – Siedem letnich dni                            | marble (kulka do gry) – mattress (materac)                                                    |
| 42.  |            |                                                              | The Letter S – Litera S                                         | SHAPES – kształty                                                        | How many bees can you see? – Ile widzisz pszczół?                 | May (maj) – merry-go-round (karuzela)                                                         |
| 43.  |            |                                                              | The Letter C – Litera C                                         | OUR COLLECTIONS – nasze kolekcje                                         | Who collects what? – Kto co zbiera?                               | mess (bałagan) – mirror (lustro)                                                              |
| 44.  |            |                                                              | The Letter M – Litera M                                         | AT THE MARKET (vegetables) – na targu/rynku (warzywa)                    | At the market – Na targu                                          | mittens (rękawiczki z jednym palcem) – moth (ćma)                                             |
| 45.  |            |                                                              | The Letter E – Litera E                                         | HOLIDAY IN EGYPT – wakacje w Egipcie                                     | At the camp – Na obozie                                           | mother (matka) – mystery (tajemnica)                                                          |
| 46.  |            |                                                              | The Letter O – Litera O                                         | THE OLYMPIC GAMES – Olimpiada / igrzyska olimpijskie                     | We want to be the champions! – Chcemy być mistrzami!              | nail (paznokieć / gwóźdź) – net (siatka)                                                      |
| 47.  |            |                                                              | The Letter C – Litera C                                         | CURIOSITY COLLECTION – kolekcja osobliwości                              | Blues on Mr Blue – Blues o panu Niebieskim                        | nettle (pokrzywa) – noon (południe)                                                           |
| 48.  |            |                                                              | The Letter K – Litera K                                         | HOW DO YOU MAKE A KITE? – Jak zrobić latawiec?                           | We’re making a cake – Robimy ciasto                               | north (północ) – nutshell (łupina orzecha)                                                    |
| 49.  |            |                                                              | The Letter H – Litera H                                         | SIGNS OF THE ZODIAC – znaki zodiaku                                      | A magical recipe – Magiczny przepis                               | oak [tree] (dąb) – oil (olej)                                                                 |
| 50.  |            |                                                              | In a hundred years… – Za sto lat…                               | IN THE FUTURE… IN ONE HUNDRED YEARS… – w przyszłości… za sto lat…        | The alien’s song – Piosenka kosmity                               | oilcloth (cerata) – orchid (storczyk)                                                         |
| 51.  |            |                                                              | At the railway station – Na dworcu kolejowym                    | AT THE RAILWAY STATION – na dworcu kolejowym                             | Here comes a big red bus… – Oto nadjeżdża duży czerwony autobus…  | order (kolejność / porządek) – oyster (ostryga)                                               |
| 52.  |            |                                                              | On the film set – Na planie filmowym                            | ON THE FILM SET – na planie filmowym                                     | Cinderella – Kopciuszek                                           | packet (paczka) – panties (majtki)                                                            |
| 53.  |            |                                                              | Under the sea – W morzu                                         | UNDER THE SEA – w morzu                                                  | The sea band – Morska orkiestra                                   | pantry (spiżarnia) – pattern (wzór)                                                           |
| 54.  |            |                                                              | Greedy Sam – Łakomy Sam                                         | AT THE RESTAURANT – w restauracji                                        | The sweet song – Słodka piosenka                                  | pavement (chodnik) – penknife (scyzoryk)                                                      |
| 55.  |            |                                                              | A toy shop – Sklep z zabawkami                                  | AT THE DEPARTMENT STORE – w domu handlowym                               | The fancy dress party – Bal przebierańców                         | people (ludzie) – pier (molo)                                                                 |
| 56.  |            |                                                              | In the fun house – W komnacie śmiechu                           | AT THE FUNFAIR – w wesołym miasteczku                                    | Three ghosts – Trzy duchy                                         | pig (świnia) – plasticine (plastelina)                                                        |
| 57.  |            |                                                              | On the ice rink – Na lodowisku                                  | IN WINTER – zimą                                                         | A snowman – Bałwan                                                | plate (talerz) – police station (komisariat policji)                                          |
| 58.  |            |                                                              | What do rabbits like crunching? – Co lubią chrupać króliki?     | MOTHERS AND BABIES – mamy i dzieci                                       | The black sheep – Czarna owca                                     | polish (polerować) – pretty (ładny)                                                           |
| 59.  |            |                                                              | The red postpox – Czerwona skrzynka pocztowa                    | AT THE POST OFFICE – na poczcie                                          | Hold the line! – Proszę czekać!                                   | price (cena) – python (pyton)                                                                 |
| 60.  |            |                                                              | Mr Hare the Hairdresser – Pan Zając – fryzjer                   | AT THE HAIRDRESSER’S – u fryzjera                                        | Frizzy hair – Kędzierzawe włosy                                   | quack (kwakać) – quiz show (teleturniej)                                                      |
| 61.  |            |                                                              | Everyone needs a hobby – Każdy musi mieć jakieś hobby           | OUR HOBBIES – nasze hobby                                                | Watch my plane! – Patrz na mój samolot!                           | rabbit (królik) – raincoat (płaszcz przeciwdeszczowy)                                         |
| 62.  |            |                                                              | The Grant Family – Rodzina Grantów                              | „THE FRISKY CATS” – „Rozbrykane Koty”                                    | Abracadabra, abracadee! – Hokus pokus, abrakadabra!               | raisin (rodzynek) – red (czerwony)                                                            |
| 63.  |            |                                                              | In my garden – W moim ogrodzie                                  | IN THE GARDEN AND THE ORCHARD – w ogrodzie i sadzie                      | Pitter-patter, pitter-patter… – Kap, kap, kap, kap…               | red currant (czerwona porzeczka) – rifle range (strzelnica)                                   |
| 64.  |            |                                                              | In the underwater land – W podwodnym świecie                    | IT’S BATHTIME! (in the bathroom) – Czas na kąpiel! (w łazience)          | Four little kittens – Cztery małe kotki                           | right (prawy) – roof (dach)                                                                   |
| 65.  |            |                                                              | Millions of years ago… – Miliony lat temu…                      | DINOSAURS – dinozaury                                                    | Never smile at a crocodile – Nigdy nie uśmiechaj się do krokodyla | room (pokój) – rye (żyto)                                                                     |
| 66.  |            |                                                              | The old castle – Stary zamek                                    | IN THE BUGSELOT CASTLE – na zamku Bugselot                               | The Knights of the Round Table – Rycerze Okrągłego Stołu          | sabre (szabla) – salt (sól)                                                                   |
| 67.  |            |                                                              | My shiny bike – Mój błyszczący rower                            | A BIKING TRIP OUT OF TOWN – wycieczka rowerowa za miasto                 | Rude raindrops – Niegrzeczne krople deszczu                       | salt shaker (solniczka) – save (ratować, ocalić)                                              |
| 68.  |            |                                                              | Who am I? – Kim jestem?                                         | IN THE FOREST – w lesie                                                  | Marching ants – Maszerujące mrówki                                | savings (oszczędności) – scissors (nożyczki)                                                  |
| 69.  |            |                                                              | At the seaside – Nad morzem                                     | ON THE BEACH – na plaży                                                  | Sailing, sailing across the sea – Żeglując, żeglując po morzu     | scooter (skuter) – sculpture (rzeźba)                                                         |
| 70.  |            |                                                              | The Eskimos – Eskimosi                                          | IN GREENLAND – na Grenlandii                                             | Where are they from? – Skąd oni pochodzą?                         | scythe (kosa) – seep (sączyć się)                                                             |
| 71.  |            |                                                              | The Moon – Księżyc                                              | ON THE MOON – na Księżycu                                                | Twinkle, twinkle, little star – Mrugaj, mrugaj, mała gwiazdko     | seesaw (huśtawka [równoważnia]) – shake (potrząsać)                                           |
| 72.  |            |                                                              | In an Indian village – W wiosce indiańskiej                     | IN THE WILD WEST – na Dzikim Zachodzie                                   | Hear the news! – Najświeższe wiadomości!                          | shallow (płytki) – shine (świecić)                                                            |
| 73.  |            |                                                              | Would you dare? – Czy odważyłbyś się?                           | EXTREME SPORTS – sporty ekstremalne                                      | Jack and Jill – Jack i Jill                                       | shiny (błyszczący) – show (pokazać / przedstawienie)                                          |
| 74.  |            |                                                              | What a mess! – Ale bałagan!                                     | SPRING CLEANING/CLEAN-UP – wiosenne porządki                             | Andy Stoken – Andy Psuja                                          | shower (prysznic) – sightseeing (zwiedzanie)                                                  |
| 75.  |            | czas przeszły ciągły Past Continuous                         | A trip to London – Wycieczka do Londynu                         | IN THE CENTRE OF THE CITY – w centrum miasta                             | Detective Daffy – Detektyw Daffy                                  | sign (znak) – sister (siostra)                                                                |
| 76.  |            |                                                              | Hide-and-seek – Zabawa w chowanego                              | ON THE PLAYGROUND – na placu zabaw                                       | On our playground – Na naszym placu zabaw                         | sit (siedzieć) – skyscraper (drapacz chmur)                                                   |
| 77.  |            |                                                              | In the opera house – W gmachu opery                             | AT THE OPERA – w operze                                                  | The Tralalini Family – Rodzina Tralalinich                        | slam (zatrzaskiwać drzwi) – snack (przekąska)                                                 |
| 78.  |            | czas teraźniejszo-przeszły Present Perfect (wprowadzenie)    | Tim – the best pupil – Tim – najlepszy uczeń                    | AT SCHOOL – w szkole                                                     | Our school – Nasza szkoła                                         | snail (ślimak) – Solar System (Układ Słoneczny)                                               |
| 79.  |            |                                                              | At the table – Przy stole                                       | LET’S LAY THE TABLE! – Nakryjmy do stołu!                                | Cook with a cookery book! – Gotuj z książką kucharską!            | soldier (żołnierz) – speak (mówić, rozmawiać)                                                 |
| 80.  |            |                                                              | Santa Claus is coming! – Nadchodzi święty Mikołaj!              | TODAY IS CHRISTMAS EVE. – Dzisiaj Wigilia.                               | Silent Night – Cicha Noc                                          | speaker (mówca, spiker) – spool (szpulka)                                                     |
| 81.  |            |                                                              | A flying saucer – Latający spodek                               | LET’S PLAY COMPUTER GAMES! – Pograjmy w gry komputerowe!                 | A computer world – Świat komputerów                               | spoon (łyżka) – stain (poplamić [się] / plama)                                                |
| 82.  |            |                                                              | A supermarket – Supermarket                                     | AT THE SUPERMARKET – w supermarkecie                                     | A shopping list – Lista zakupów                                   | stained glass (witraż) – steep (stromy)                                                       |
| 83.  |            |                                                              | An old wreck – Stary grat                                       | IN THE GARAGE – w warsztacie samochodowym                                | The man in overalls – Człowiek w kombinezonie                     | steering wheel (kierownica) – stork (bocian)                                                  |
| 84.  |            |                                                              | Captain Steve – Kapitan Steve                                   | ON THE SHIP – na statku                                                  | Drifting on the sea – Dryfując po morzu                           | storm (burza) – strong (silny)                                                                |
| 85.  |            |                                                              | At midnight – O północy                                         | A HAUNTED HOUSE – nawiedzony dom                                         | A haunted song – Nawiedzona piosenka                              | stubborn (uparty) – sunbeam (promień słońca)                                                  |
| 86.  |            |                                                              | The bricklayer – Murarz                                         | AT THE CONSTRUCTION/BUILDING SITE – na placu budowy                      | The bricklayer’s song – Piosenka murarska                         | Sunday (niedziela) – swan (łabędź)                                                            |
| 87.  |            |                                                              | A meeting with a Martian – Spotkanie z Marsjaninem              | THE SOLAR SYSTEM – Układ Słoneczny                                       | Let’s go to Mars! – Polećmy na Marsa!                             | swap (wymieniać się) – syrup (syrop)                                                          |
| 88.  |            |                                                              | A bunch of baboons – Banda pawianów                             | IN THE SAVANNAH – na sawannie                                            | Let’s go to Africa – Pojedźmy do Afryki                           | table (stół) – tangerine (mandarynka)                                                         |
| 89.  |            |                                                              | A football team – Drużyna piłkarska                             | IN THE STADIUM – na stadionie                                            | Supporters’ song – Piosenka kibiców                               | tangle (plątanina) – teapot (dzbanek do herbaty)                                              |
| 90.  |            |                                                              | In a mine – W kopalni                                           | WHERE IS THE TREASURE? – Gdzie jest skarb?                               | The explorers – Poszukiwacze                                      | tear (rozdzierać) – tent (namiot)                                                             |
| 91.  |            |                                                              | In the garden – W ogrodzie                                      | LET’S GET TO WORK! – Bierzmy się do pracy!                               | A neglected garden – Zaniedbany ogród                             | tentacle (macka) – thin (cienki, chudy)                                                       |
| 92.  |            |                                                              | In the attic – Na strychu                                       | WHAT CAN YOU FIND IN THE ATTIC? – Co można znaleźć na strychu?           | Paul the Palette – Paul Paleta                                    | thing (rzecz) – thumb (kciuk)                                                                 |
| 93.  |            |                                                              | The caveman – Jaskiniowiec                                      | IN THE STONE AGE – w epoce kamienia                                      | The hard life of a caveman – Ciężkie życie jaskiniowca            | thunder (grzmot / grzmieć) – tin opener (otwieracz do puszek)                                 |
| 94.  |            |                                                              | Ants in the kitchen – Mrówki w kuchni                           | IN THE KITCHEN – w kuchni                                                | Little cook! – Mały kucharzu!                                     | tiny (malutki, maleńki) – toiletries (przybory toaletowe, akcesoria kosmetyczne)              |
| 95.  |            |                                                              | Survival camp – Obóz przetrwania                                | AT THE CAMPSITE – na polu namiotowym /biwakowym                          | Summertime – Letni czas                                           | tomato (pomidor) – tortoise (żółw [lądowy])                                                   |
| 96.  |            |                                                              | A tour of Greece – Wycieczka po Grecji                          | THE RUINS OF AN ANCIENT CITY – ruiny antycznego miasta                   | Aunt Helen – Ciotka Helen                                         | toss (rzucać) – traffic jam (korek [uliczny])                                                 |
| 97.  |            |                                                              | A biking trip – Rowerowa przejażdżka                            | ON THE FARMYARD – na wiejskim podwórzu                                   | On the farm – Na farmie                                           | traffic lights (sygnalizacja świetlna) – treasure (skarb)                                     |
| 98.  |            |                                                              | The fireman – Strażak                                           | IN THE FIRE STATION – w remizie strażackiej                              | A fire brigade – Straż pożarna                                    | treat (poczęstunek, uczta) – trumpet (trąbka)                                                 |
| 99.  |            |                                                              | Let us go to doctor Pill’s – Chodźmy do doktora Piguły          | AT THE DOCTOR’S SURGERY – w gabinecie lekarskim                          | Sick Daffy – Chory Daffy                                          | trunk (pień drzewa / trąba słonia) – tussle (bójka)                                           |
| 100. |            |                                                              | New York City – Nowy Jork                                       | DOWNTOWN – w centrum miasta                                              | A visit to New York City – Wizyta w Nowym Jorku                   | tweezers (pęseta) – tyre (opona)                                                              |
| 101. |            |                                                              | The baby is in our home – W naszym domu jest dzidziuś           | AT THE BABY SHOP – w sklepie z artykułami dla niemowląt                  | A lullaby for a baby – Kołysanka dla dziecka                      | UFO <unidentified flying object>(UFO <niezidentyfikowany obiekt latający>) – uniform (mundur) |
| 102. |            |                                                              | Pet shop – Sklep zoologiczny                                    | IN THE PET SHOP – w sklepie zoologicznym                                 | Rocky – my best friend – Rocky – mój najlepszy przyjaciel         | Union Jack (flaga brytyjska) – useless (bezużyteczny)                                         |
| 103. |            |                                                              | A meeting with friends – Spotkanie z przyjaciółmi               | AT THE CONFECTIONERY [STORE] – w cukierni                                | Greedy Taz – Taz – łakomczuch                                     | vacant (wolny, nie zajęty [o miejscu]) – vertical (pionowy)                                   |
| 104. |            | czas teraźniejszo-przeszły ciągły Present Perfect Continuous | At the airport – Na lotniksu                                    | AT THE AIRPORT – na lotnisku                                             | Soaring high – Wysokie loty                                       | vest (podkoszulek) – vulture (sęp)                                                            |
| 105. |            |                                                              | Australia – Australia                                           | IN AUSTRALIA – w Australii                                               | A special kangaroo – Niezwykła kangurzyca                         | waffle (gofr) – wander (wędrować, włóczyć się)                                                |
| 106. |            |                                                              | When Santa Claus comes – Kiedy przychodzi święty Mikołaj        | IN SANTA’S TOY FACTORY – w fabryce zabawek świętego Mikołaja             | Jingle bells! – Dzwońcie, dzwoneczki!                             | want (chcieć) – watchmaker (zegarmistrz)                                                      |
| 107. |            |                                                              | Fishing is his hobby – Wędkowanie to jego hobby                 | GOING FISHING – wyprawa na ryby                                          | Row, row, row your boat… – Wiosłuj, wiosłuj, wiosłuj…             | watchman (dozorca) – web (pajęczyna)                                                          |
| 108. |            |                                                              | The play is about to begin! – Przedstawienie zaraz się zacznie! | IN THE DRESSING ROOM – w garderobie                                      | The Queen of Hearts – Królowa Kier                                | wedding (ślub) – wheelchair (wózek inwalidzki)                                                |
| 109. |            |                                                              | In the beauty salon – w salonie piękności                       | COSMETICS – kosmetyki                                                    | Green hair – Zielone włosy                                        | whip (bicz, pejcz) – window (okno)                                                            |
| 110. |            |                                                              | A book – Książka                                                | DAFFY THE WRITER – Daffy pisarzem                                        | Let’s read books! – Czytajmy książki!                             | windscreen wiper (wycieraczka samochodowa) – wool (wełna)                                     |
| 111. |            |                                                              | The Land of Fantasy – Kraina Fantazji                           | IN THE LAND OF FANTASY – w krainie fantazji                              | A dream – Sen                                                     | work (pracować) – write (pisać) yacht (jacht) – yesterday (wczoraj)                           |
| 112. |            | czas zaprzeszły Past Perfect                                 | On platform number four – Na peronie czwartym                   | AT THE RAILWAY STATION – na dworcu kolejowym                             | How do we travel? – Czym podróżujemy?                             | yeti (człowiek śniegu) – Yummy! (Pyszny!, Mniam!) zebra (zebra) – zucchini (cukinia)          |